# San Biagio della Cima
San Biagio della Cima es una localidad y comune italiana de la provincia de Imperia, región de Liguria, con 1.276 habitantes.

## Evolución demográfica
| Gráfica de evolución demográfica de San Biagio della Cima entre 1861 y 2001 |
|                                                                             |
| Fuente ISTAT - elaboración gráfica de Wikipedia                             |